# Echemographis distincta
Echemographis distincta är en spindelart som beskrevs av Lodovico di Caporiacco 1955. Echemographis distincta ingår i släktet Echemographis och familjen plattbuksspindlar.
Artens utbredningsområde är Venezuela. Inga underarter finns listade i Catalogue of Life.